# Иэ

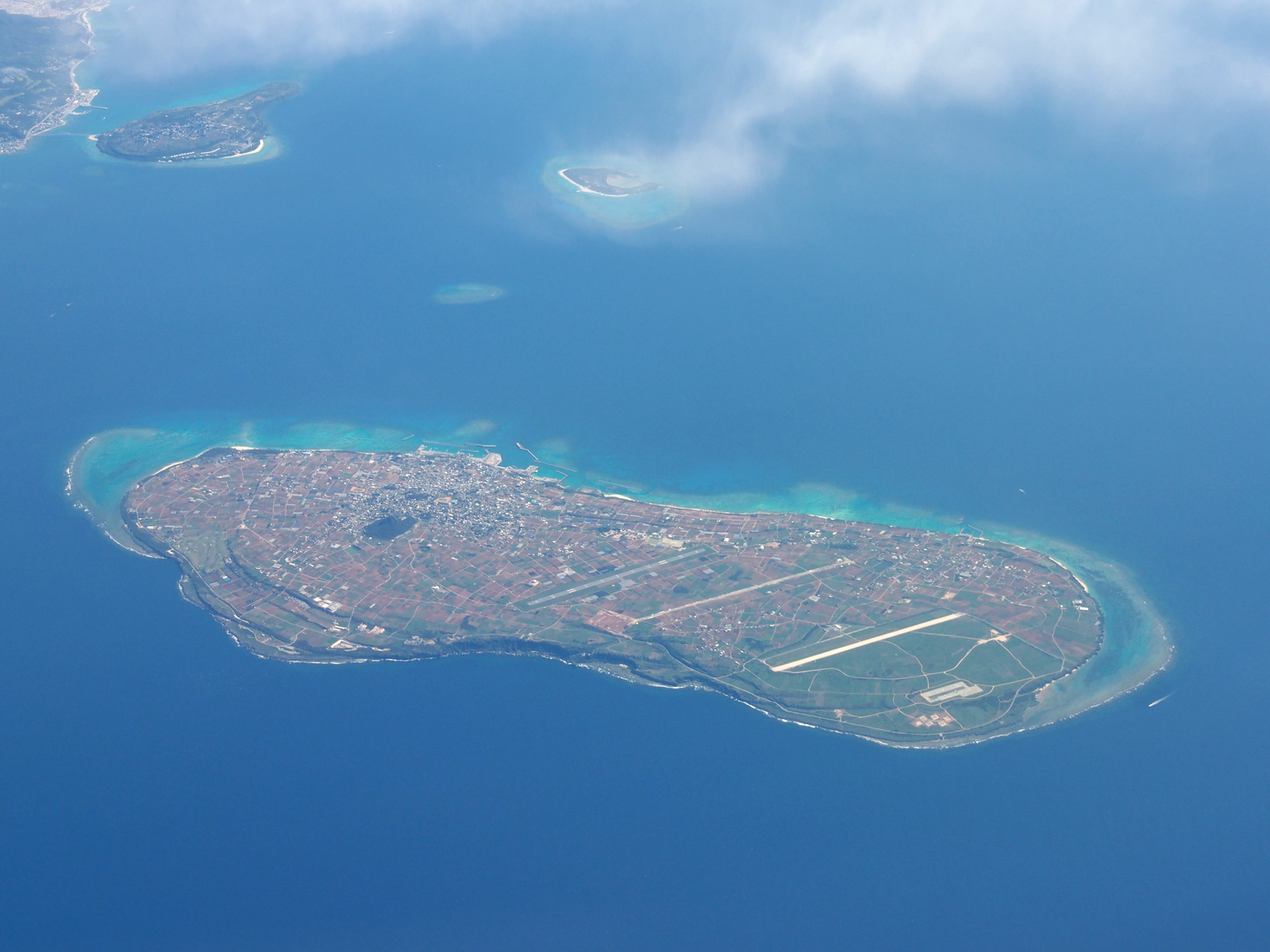
Остров Иэ

Иэ (яп. 伊江村 Иэ-сон) — село в Японии, находящееся в уезде Кунигами префектуры Окинава. Площадь села составляет 22,77 км², население — 4519 человек (1 августа 2014), плотность населения — 198,46 чел./км².

## Географическое положение
Село расположено на острове Иэдзима в префектуре Окинава региона Кюсю.

## Население
Население села составляет 4519 человек (1 августа 2014), а плотность — 198,46 чел./км². Изменение численности населения с 1980 по 2005 годы:
| 1980 | 5039 чел. |  |
| 1985 | 5055 чел. |  |
| 1990 | 5127 чел. |  |
| 1995 | 5131 чел. |  |
| 2000 | 5112 чел. |  |
| 2005 | 5110 чел. |  |

## Символика
Деревом села считается Ficus microcarpa, цветком — Leucolirion.